# Киев-Баскет (женский баскетбольный клуб)
«Киев-Баскет» (укр. Київ-Баскет) — украинский женский баскетбольный клуб из Киева. Основан в 2017 году. Играет в жёлто-чёрных майках. Домашней ареной является спортивный комплекс «Венето-Спорт» на улице Героев Севастополя.

## История
Женская команда «Киев-Баскет» была основана в 2017 году. Главным тренером команды стал Владимир Холопов. Основной состав был укомплектован действующими чемпионками Украины из ТИМ-СКУФ (Горобец, Скорбатюк, Ольховик, Краевская), а также были приглашены Оксана Афанасьева из «Авангарда», Екатерина Демченко из «Винницких Молний» и Оксана Степанюк из Казахстана. В первом же сезоне в чемпионате Украины команда стала победителем, обыграв в финале одесский «Интерхим-СДЮСШОР». По ходу турнира «Киев-Баскет» не проиграл ни одного матча, имея 33 победы в сезоне.
В сезонах 2018/19, 2020/21 и 2023/24 команда финишировала второй. По итогам сезона 2019/20, который был остановлен из-за пандемии COVID-19, «Киев-Баскет» был признан победителем. Дважды команда играла в финале Кубка Украины. С февраля 2024 года тренером команды является Юлия Старих.
Цвета «Киев-Баскеат» разное время защищали игроки национальной команды Таисия Удоденко, Кристина Филевич, Анна Ольховик, Вита Горобец и Татьяна Юркевичус.
Также команда участвует в баскетбольных турнирах 3 на 3.

## Достижения
Чемпионат Украины:
- Первое место: 2017/18, 2019/20
- Второе место: 2020/21, 2023/24

Кубок Украины
- Второе место: 2017/18, 2018/19